# Odontites citrinus
Odontites citrinus ist eine Pflanzenart aus der Gattung der Zahntroste (Odontites). Sie kommt endemisch an der tunesischen Mittelmeerküste vor.

## Beschreibung

### Vegetative Merkmale
Odontites citrinus ist eine 20 bis 40 (selten auch bis 60) cm hoch werdende, krautige Pflanze. Sie ist reich verzweigt, braun-violett überlaufen, der Stängel ist an der Basis etwa 4 mm stark und an jeweils zwei gegenüberliegenden Seiten borstig behaart, dazwischen kahl. Die Trichome sind abwärtsgerichtet, haben einen breiten, basalen Höcker und werden bis 0,5 mm lang. Die Pflanze entwickelt zwölf bis 25 Knoten, an den oberen sieben bis 15 stehen in einem Winkel von 30 bis 60° bis etwa 25 cm lange Seitenäste.
Die lanzettlichen Laubblätter sind 15 bis 25 mm lang und 2,5 bis 3,5 mm breit und damit etwa sechs- bis achtmal länger als breit. Sie sind ganzrandig, derb und steif und nur am Rand anliegend borstig behaart.

### Blütenstände und Blüten
Die Blütenstände bestehen auf 15 bis 30 Blüten, die von laubblattartigen Tragblättern begleitet werden. Die Tragblätter sind eiförmig-lanzettlich, ganzrandig und am Rand kurzborstig behaart. Sie sind 5,5 bis 6,2 mm lang und 1,7 bis 3,2 mm lang. Die unteren Tragblätter sind länger als der Blütenkelch der sie begleitenden Blüten. Die Blütenstände werden 1,5 bis 2,5 cm lang, zur Fruchtreife vergrößern sie sich auf eine Länge von bis zu 4,5 cm.
Die Blüten erreichen Längen von 5,5 bis 7 mm, der Kelch ist beim Aufblühen 3,3 bis 3,7 mm lang und vergrößert sich an der Frucht auf bis zu 4,7 mm. Die Kelchblätter stehen auf höchstens zwei Drittel der Länge frei voneinander, sie sind größtenteils kahl. Am Rand der Kelchzipfel stehen spärlich kurze Borstenhaare und vor allem auf den Hauptadern der Bauchseite einige bis 0,25 mm lange Stieldrüsen. Die Kelchzipfel sind breit dreieckig. Die Krone ist hellgelb, unbehaart und besitzt eine 4 bis 4,5 mm lange Kronröhre. Der Helm ist 4 bis 4,5 mm lang und damit etwas länger als die Unterlippe, die auf über die Hälfte in drei Zipfel gespalten ist. An den Zipfelbuchten und am Grund stehen bis 0,1 mm lange Köpfchendrüsen. Der Mittelzipfel ist herzförmig geformt, breiter als lang und deutlich als die halbkreisförmig abgerundeten Seitenzipfel.
Die vier Staubblätter sind teilweise vom Kronenhelm verborgen, das obere Paar erreicht eine Länge von 1,6 bis 2,4 mm, das untere 2,8 bis 3,3 mm. Die Staubfäden sind an der Unterseite spärlich papillös. Die Staubbeutel sind gelb oder hellbraun gefärbt, werden 1,7 bis 2 mm lang und stehen im rechten Winkel zum Staubfaden. Sie öffnen sich über die gesamte Länge der Theken, die unten in eine bis zu 0,15 mm lange Stachelspitze verschmälert sind. Das obere Ende der Staubbeutel ist stumpf und mit Spiralhaaren besetzt, im unteren Teil sind sie weißbärtig behaart. Der Fruchtknoten bildet in jedem der zwei Fruchtknotenfächer sechs Samenanlagen. Der Griffel wird bis 6 mm lang.

### Früchte und Samen
Die Früchte von Odontites citrinus sind umgekehrt eiförmige Kapseln, die bis zu 4,5 mm lang werden, etwa 1,5-mal so lang wie breit und deutlich ausgerandet sind. Sie enthalten 1,5 bis 1,8 × 0,6 bis 0,9 mm große Samen.

## Vorkommen
Die Art ist ein Endemit der tunesischen Mittelmeerküste und wächst an felsigen Hängen in Höhenlagen zwischen 10 und 100 m.